# Feix de Bachmann
En el sistema de conducció del cor, el feix de Bachmann (també anomenat paquet de Bachmann o tracte interauricular) és una branca del tracte internodal anterior que resideix a la paret interna de l'aurícula esquerra. És una banda ampla de múscul cardíac que passa des de l'aurícula dreta, entre la vena cava superior i l'aorta ascendent. El feix de Bachmann és, durant el ritme sinusal normal, la via preferent per a l'activació elèctrica de l'aurícula esquerra. Per tant, es considera que forma part del "sistema de conducció auricular" del cor.

## Història
El 1916, Jean George Bachmann va dur a terme experiments amb gossos. Va trobar que la fixació del feix muscular de fibres que connecta les aurícules provocava un retard important en la conducció.

## Estructura
El feix de Bachman rep el seu subministrament sanguini de l'artèria nodal sinoauricular (dreta, esquerra o ambdues).
A part del feix de Bachmann, les altres tres vies de conducció que constitueixen el sistema de conducció auricular es coneixen com a vies anterior, mitjana i posterior, que van des del node sinoauricular fins al node auriculoventricular, convergint a la regió propera al sins coronari . Els focus d'automaticitat auricular es troben dins del sistema de conducció auricular. La concentració de vies de conducció convergents a prop del sins coronari dona lloc a una activitat d'automaticitat considerable originada en aquesta zona.

## Funció
El ritme cardíac normal s'origina al node sinoauricular, que es troba a l'aurícula dreta prop de la vena cava superior. A partir d'aquí, l'activació elèctrica s'estén per l'aurícula dreta. Hi ha almenys quatre llocs on l'activació pot passar a l'aurícula esquerra. A part del feix de Bachmann, aquests són el septe interauricular anterior, el septe interauricular posterior i el si coronari. Com que s'origina prop del node sinoauricular i consta de fibres llargues paral·leles, el feix de Bachmann és, durant el ritme sinusal, la primera d'aquestes connexions que activa l'aurícula esquerra.